# Walter Chrysler
Walter Percy Chrysler (Wamego, 2 de abril de 1875 — Kings Point, 18 de agosto de 1940) foi um torneiro mecânico, mecânico e gerente ferroviário e executivo de indústria automobilística estadunidense. Foi o fundador da Chrysler.

## Carreira automotiva
A carreira automotiva da Chrysler começou em 1911, quando ele recebeu uma intimação para se encontrar com James J. Storrow, um banqueiro que era diretor da Alco. Storrow perguntou-lhe se ele havia pensado na fabricação de automóveis. Chrysler era um entusiasta de automóveis há mais de cinco anos e estava muito interessado. Storrow marcou um encontro com Charles W. Nash, então presidente da Buick Motor Company, que procurava um chefe de produção inteligente. Chrysler, que havia se demitido de muitos empregos ferroviários ao longo dos anos, fez sua demissão final da ferrovia para se tornar gerente de obras (responsável pela produção) na Buick em Flint, Michigan. Ele encontrou muitas maneiras de reduzir os custos de produção, como acabar com o acabamento de chassis de automóveis com a mesma qualidade de acabamento luxuosa que a carroceria garantia.
Em 1916, William C. Durant, que fundou a General Motors em 1908, retomou a G. M. dos banqueiros que haviam assumido a empresa. Chrysler, que estava intimamente ligado aos banqueiros, apresentou sua renúncia a Durant, então baseado na cidade de Nova York.
Durant pegou o primeiro trem para Flint para tentar manter a Chrysler no comando da Buick. Durant fez a então inédita oferta salarial de US$ 10 000 ($ 250 000 em dólares de 2020) por mês durante três anos, com um bônus de US$ 500 000 ($ 12,5 milhões em dólares de 2020) no final de cada ano, ou US$ 500 000 em ações. Além disso, a Chrysler se reportaria diretamente a Durant e teria o funcionamento completo do Buick sem interferência de ninguém. Aparentemente em estado de choque, a Chrysler pediu a Durant que repetisse a oferta, o que ele fez. A Chrysler aceitou imediatamente.

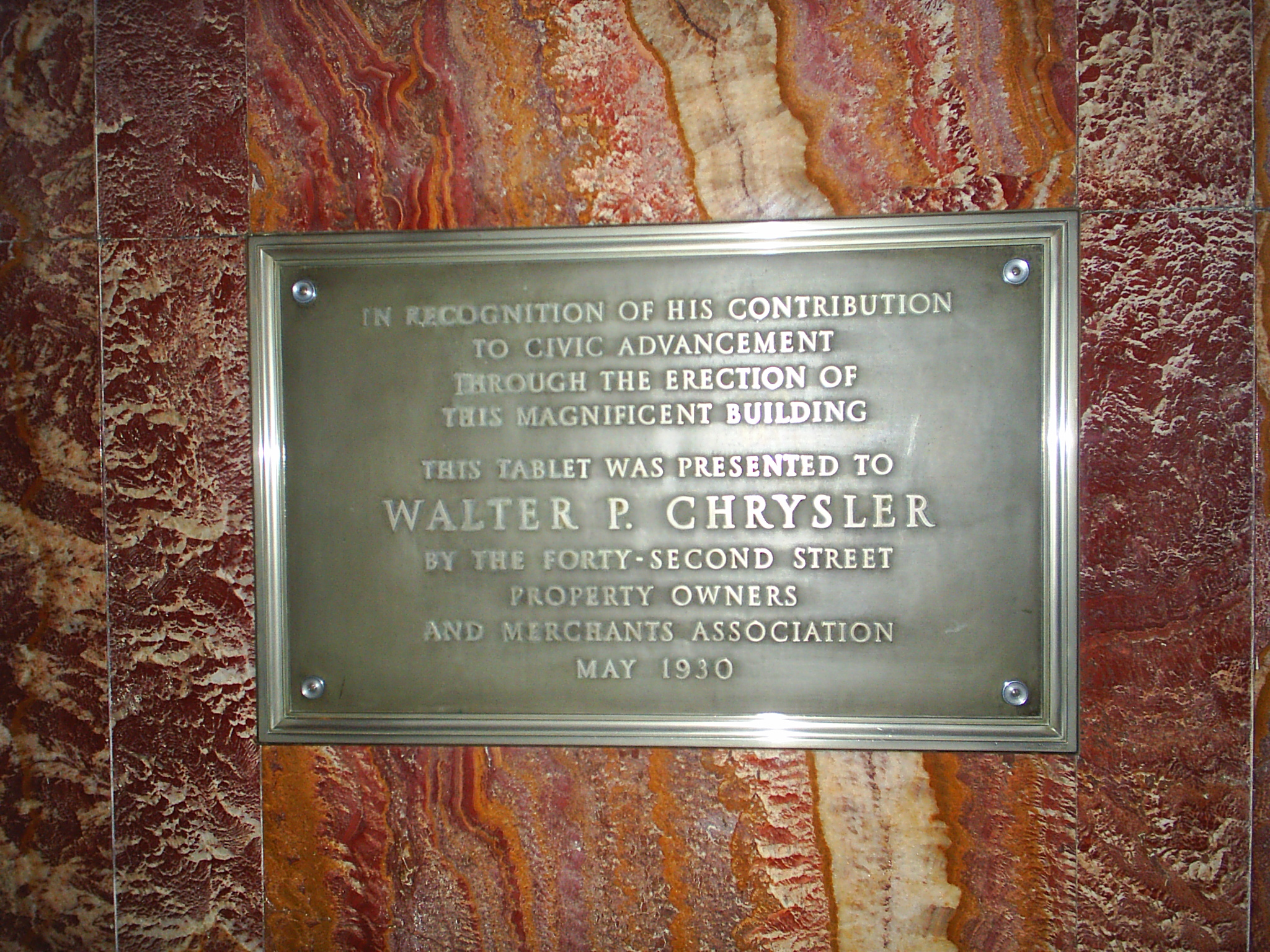
Esta placa está localizada no saguão do Edifício Chrysler

A Chrysler administrou o Buick com sucesso por mais três anos. Pouco depois de seu contrato de três anos terminar, ele renunciou ao cargo de presidente da Buick em 1919. Ele não concordava com a visão de Durant para o futuro da General Motors. Durant pagou à Chrysler US$ 10 milhões por suas ações da GM. A Chrysler começou na Buick em 1911 por US$ 6 000 ($ 160 000 em dólares de 2020) por ano e deixou um dos homens mais ricos dos Estados Unidos. A GM substituiu a Chrysler por Harry H. Bassett, um protegido que havia subido na hierarquia da empresa de fabricação de eixos Weston-Mott, então uma subsidiária da Buick.
A Chrysler foi então contratada para tentar uma reviravolta por banqueiros que previram a perda de seu investimento na Willys-Overland Motor Company em Toledo, Ohio. Ele exigiu, e recebeu, um salário de US$ 1 milhão por ano durante dois anos, uma quantia assombrosa na época. Quando a Chrysler deixou a Willys em 1921, após uma tentativa malsucedida de tirar o controle de John Willys, ele adquiriu o controle acionário da debilitada Maxwell Motor Company. A Chrysler eliminou Maxwell e o absorveu em sua nova empresa, a Chrysler Corporation, em Detroit, Michigan, em 1925. Além de sua empresa automobilística homônima, as marcas Plymouth e DeSoto foram criados e, em 1928, a Chrysler comprou a Dodge Brothers e a renomeou como Dodge. No mesmo ano, ele financiou a construção do Edifício Chrysler na cidade de Nova York, que foi concluído em 1930. Chrysler foi nomeado Homem do Ano pela revista Time em 1928.
Ele foi introduzido no Automotive Hall of Fame em 1967.